# Droga krajowa B32 (Austria)
Droga krajowa B32 (Gföhler Straße) – droga krajowa Austrii. Krótka arteria stanowi łącznik pomiędzy B37, a Waldviertler Straße. Trasa na całej długości jest jedno-jezdniowa.